# Jacques Hamelink
Pour les articles homonymes, voir Hamelink.
Jacobus Marinus Hamelink, né à Driewegen le 12 janvier 1939 et mort le 17 novembre 2021, plus connu sous le pseudonyme de Jacques Hamelink, est un poète, prosateur et essayiste néerlandais.

## Prix littéraires
- 1964 : Vijverbergprijs pour Het plantaardig bewind.
- 1965 : Lucy B. en C.W. van der Hoogt-prijs pour Het plantaardig bewind.
- 1981 : Busken Huetprijs pour In een lege kamer een garendraadje.
- 1985 : Herman Gorterprijs pour Gemengde tijd.
- 1988 : prix Constantijn-Huygens pour l'ensemble de son œuvre.